# Лесное (Речицкий район)
Лесное (бел. Лясное; до 7 ноября 1922 — Лесной Остров, до 1946 — Красный Остров) — деревня в Вышемирском сельсовете Речицкого района Гомельской области Беларуси.

## География

### Расположение
В 29 км на юг от районного центра и железнодорожной станции Речица (на линии Гомель — Калинковичи), 79 км от Гомеля.

### Гидрография
На северной окраине канава Малодушская, на востоке сеть мелиоративных каналов.

## Транспортная сеть
Транспортные связи по просёлочной, затем автомобильной дороге Хойники — Речица. Планировка состоит из 3 коротких, меридиональной ориентации улиц, застроенных деревянными усадьбами.

## История
По письменным источникам известна с XIX века как селение в Малодушской волости Речицкого уезда Минской губернии. Основана переселенцами из деревни Малодуша и была известна под названием Колосовские (по фамилии первых переселенцев), затем — Лесной Остров, с 7 ноября 1922 года до 1946 года Красный Остров.
В 1931 году организован колхоз. В 1939 году в деревню переселены жители посёлок Боровое. Во время Великой Отечественной войны в деревне и поблизости в лесу базировались партизаны. В ноябре 1942 года некоторое время здесь размещался штаб партизанского соединения С. Ковпака. 2 января 1943 года партизаны разгромили в деревне немецкий карательный отряд и захватили трофеи. Оккупанты полностью сожгли деревню и убили 45 жителей. 40 жителей погибли на фронте. Согласно переписи 1959 года в составе колхоза имени М. В. Фрунзе (центр — деревня Новый Барсук).
До 1946 года в составе Малодушского сельсовета.
До 12 ноября 2013 года входила в состав Новобарсукского сельсовета, после его упразднения включена в состав Вышемирского сельсовета.

## Население

### Численность
- 2004 год — 11 хозяйств, 17 жителей.

### Динамика
- 1897 год — 19 дворов, 167 жителей (согласно переписи).
- 1930 год — 50 дворов, 284 жителя.
- 1940 год — 60 дворов, 242 жителя.
- 1959 год — 206 жителей (согласно переписи).
- 2004 год — 11 хозяйств, 17 жителей.